# Katarzyna Niewiadoma
Katarzyna « Kasia » Niewiadoma Phinney, née le 29 septembre 1994 à Limanowa, est une coureuse cycliste professionnelle polonaise membre de l'équipe Canyon-SRAM. 
Elle est championne de Pologne sur route en 2016 et du contre-la-montre la même année. Excellente grimpeuse, elle remporte en 2015 l'Emakumeen Euskal Bira. La même année, elle est cinquième du Tour d'Italie et meilleure jeune tout comme en 2016. Cette année-là, elle est la meilleure jeune de l'UCI World Tour. En 2017, elle gagne The Women's Tour. Après plusieurs saisons ponctuées de podiums sur la plupart des courses majeures du calendrier, elle remporte la Flèche wallonne en 2024. Il s'agit de sa seconde victoire sur une classique ardennaise, après l'Amstel Gold Race en 2019. Quelques mois plus tard, elle remporte la troisième édition du Tour de France Femmes.

## Biographie

### Carrière amateur
Elle commence le cyclisme dans le club WLKS Krakus BBC Czaja et obtient rapidement des résultats prometteurs. En 2013, elle remporte les titres de championne de Pologne espoirs sur route et en contre-la-montre, finissant les deux fois quatrième du classement global. Elle termine également cinquième des championnats d'Europe espoirs la même année.
Elle devient stagiaire dans la formation Rabo Liv Women en août de la même année. Elle participe alors au Boels Ladies Tour et se classe dixième du classement général. Elle s'adjuge par la même occasion le maillot de la meilleure jeune. Elle est sélectionnée pour les championnats du monde, mais ne termine pas la course.

### Carrière professionnelle

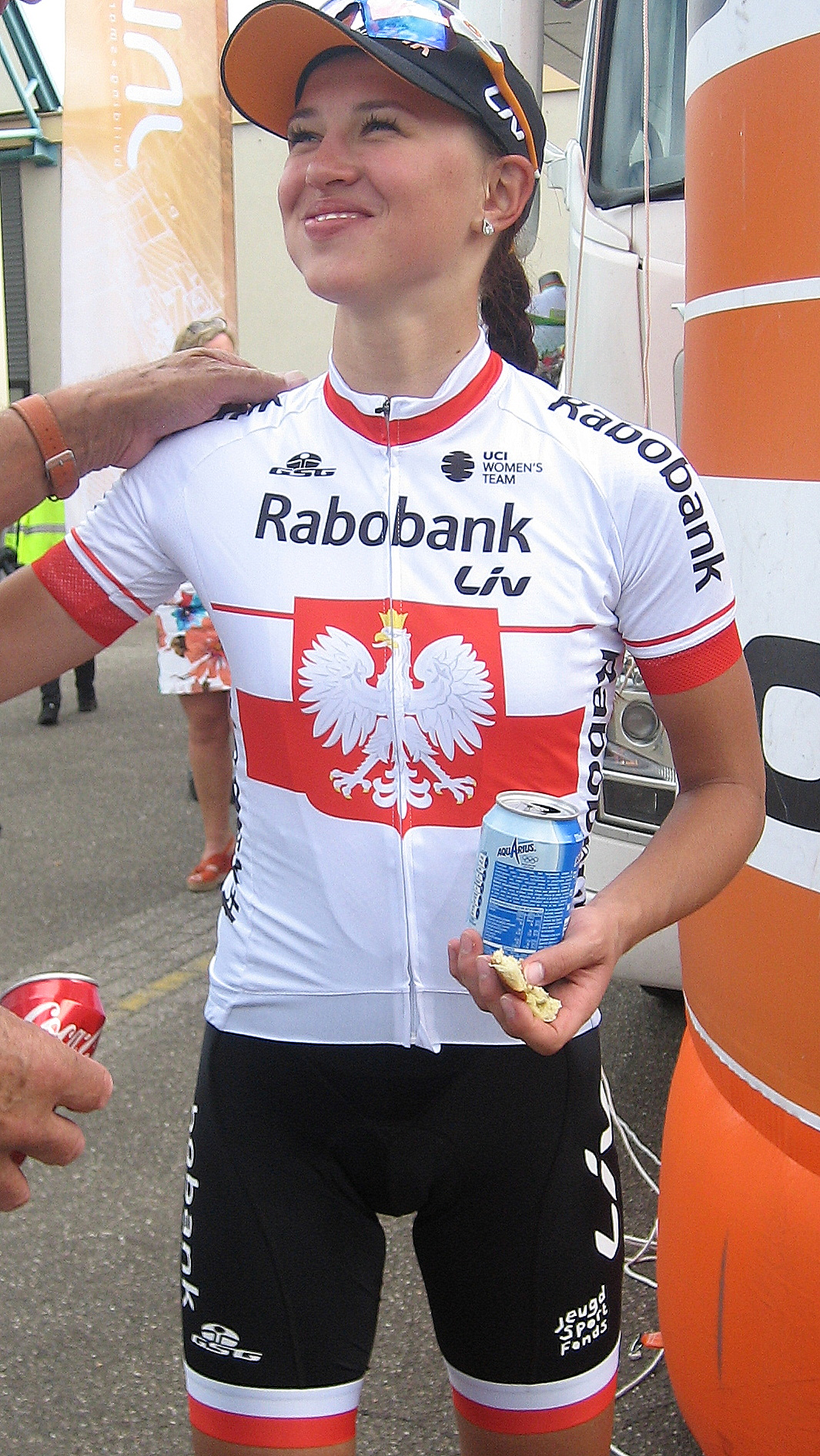
En 2016 avec le maillot de championne de Pologne

#### Débuts
Elle signe un contrat d'un an à la Rabo Liv Women en octobre 2013 et court ses premières courses en février de l'année suivante. Sa première victoire est le Grand Prix de Gippingen.
En vue du Tour d'Italie, elle prend le départ du championnat national polonais. Elle termine troisième du contre-la-montre élite et huitième de la course en ligne. En Italie, elle met à profit ses qualités de grimpeuse pour aider Marianne Vos à remporter la victoire finale. Sur le plan personnel, elle se classe onzième du classement général et troisième au classement des jeunes. Elle court ensuite au Tour de Norvège et finit troisième et meilleure jeune.
En septembre, elle signe une extension de contrat de deux ans. Elle est huitième du classement général du Tour de Toscane. Aux championnats du monde, elle est la leader de l'équipe polonaise et finit onzième.

#### Saison 2015
En 2015, elle est sixième des Strade Bianche et cinquième de la Flèche wallonne, une épreuve de Coupe du monde. Elle termine troisième de la Boels Rental Hills Classic, derrière Elizabeth Armitstead et Emma Johansson. En juin, elle gagne l'Emakumeen Euskal Bira puis la médaille d'argent des Jeux européens.
Au Tour d'Italie, elle se trouve dans le groupe de leaders lors de la deuxième étape et termine septième. Elle s'empare par la même occasion du maillot de la meilleure jeune. Elle est cinquième de la sixième étape puis quatrième de la septième. Elle prend la cinquième place du contre-la-montre de l'étape suivante. Sur l'arrivée au sommet de la dernière étape, elle finit septième. Au classement général final, elle est cinquième et remporte le classement de la meilleure jeune.
Sur l'épreuve en ligne des championnats du monde, elle suit Lizzie Armitstead dans la dernière ascension avant de finir septième du sprint.

#### Saison 2016

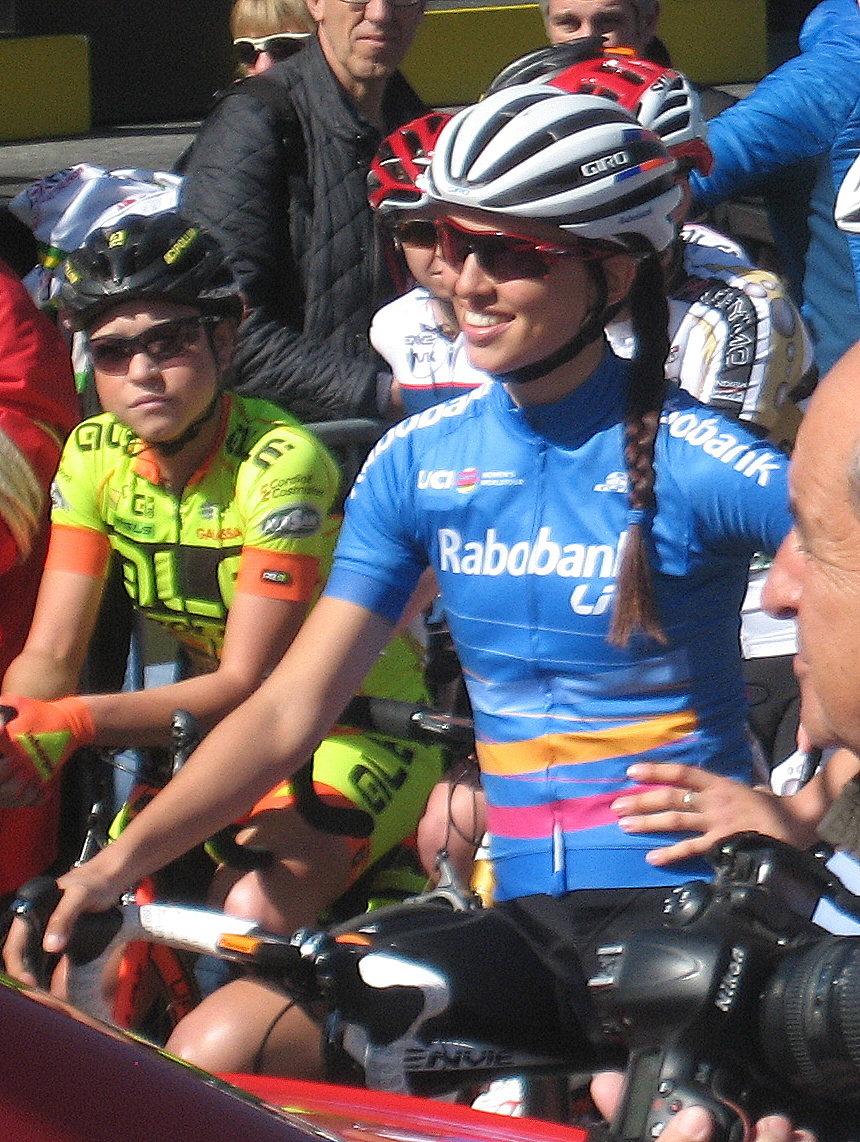
Au départ de la Flèche wallonne 2016 avec le maillot de leader du classement UCI World Tour jeune

Aux Strade Bianche, à une trentaine de kilomètres de l'arrivée, Anna van der Breggen puis Katarzyna Niewiadoma, toutes deux de la formation Rabo Liv, attaquent tour à tour. Lizzie Armitstead suit les deux accélérations, la dernière s'avérant décisive. Emma Johansson rejoint les deux coureuses. La victoire se joue dans l'ascension finale dans les rues de Sienne. Katarzyna Niewiadoma mène le rythme dans la côte mais c'est finalement la Britannique qui parvient à attaquer dans les derniers mètres pour s'imposer. La Polonaise est donc deuxième.
Au Tour des Flandres, Katarzyna Niewiadoma se classe dixième. Au Ronde van Gelderland, Katarzyna Niewiadoma, Natalie van Gogh et Lieselot Decroix s'échappent dans le final. La Polonaise s'impose finalement au sprint.
À la Flèche wallonne, une échappée de sept coureuses se détache au bout de dix kilomètres. Au deuxième passage de la côte d'Efeffe, l'équipe Rabo Liv commence véritablement la poursuite. L'échappée est reprise aux alentours du centième kilomètre. Sept athlètes se détachent dans la côte de Cherave : Anna van der Breggen, Katarzyna Niewiadoma, Evelyn Stevens, Megan Guarnier, Elisa Longo Borghini, Alena Amialiusik et Katrin Garfoot. Sur le replat, la première place une accélération. Elle est marquée par Evelyn Stevens. Derrière, Katarzyna Niewiadoma finit quatrième,.
Au Tour d'Italie, Katarzyna Niewiadoma prend le départ de la course avec le statut de favorite,. Sur le prologue, elle est septième. Le lendemain, Elisa Longo Borghini attaque avec de Katarzyna Niewiadoma, Evelyn Stevens et Megan Guarnier bientôt rejointe par cinq autres coureuses. Katarzyna Niewiadoma est quatrième de l'étape et remonte à la deuxième place du classement général. Le lendemain, elle est troisième au bout de l'étape qui est une arrivée en côte. Anna van der Breggen est neuvième. La cinquième étape comporte l'ascension du col du Mortirolo. Dans ses pentes, Mara Abbott accélère. Elle passe au sommet avec deux minutes d'écart sur Emma Pooley et quatre sur Evelyn Stevens et les autres favorites à l'exception de Katarzyna Niewiadoma qui connait un jour de méforme et est distancée. À l'arrivée, Katarzyna Niewiadoma est neuvième du classement général,. Le lendemain, elle attaque lors de l'ascension du Passo Caprauna. Elle est prise en chasse par Mara Abbott accompagnée d'Evelyn Stevens. La jonction s'opère sur les pentes du col. Derrière la poursuite s'organise. L'écart monte à deux minutes trente à quatre-vingt kilomètres de l'arrivée. Toutefois les trois coureuses sont reprises peu avant l'ultime ascension. Le groupe de tête est alors constitué de onze coureuses. Dans la montée vers le sanctuaire, la Polonaise perd de nouveau du temps et est septième de l'étape,,. Sur le contre-la-montre, Katarzyna Niewiadoma se classe cinquième de l'étape et septième du classement général,,,. Elle conserve cette place à l'issue de la dernière étape et s'adjuge le classement de la meilleure jeune qu'elle a mené de bout en bout.
Au Grand Prix de Plouay, à mi-course Leah Kirchmann accélère avec Katarzyna Niewiadoma. Cela disloque le peloton mais elles sont reprises. À environ quarante kilomètres de l'arrivée, Katarzyna Niewiadoma attaque de nouveau sans succès. Le peloton n'a plus que vingt unités. Elle repasse plus tard à l'attaque mais sans effet. À l'entrée du dernier tour, Leah Kirchmann part seule en tête. Elle n'est reprise que dans la côte de Ty Marrec. Six coureuses s'y détachent mais ne coopèrent pas. La victoire se joue dans un sprint à quatorze. Katarzyna Niewiadoma est quatrième.
Au Boels Ladies Tour, Katarzyna Niewiadoma rejoint Winanda Spoor en échappée lors de la première étape. Son avantage culmine à une minute cinquante avant de se faire reprendre. Minke van Dongen attaque et les rejoint ensuite. Ensemble, elles comptent jusqu'à cinq minutes d'avance. Cet écart se réduit à deux minutes aux vingt-cinq kilomètres. Elles sont reprises à une dizaine de kilomètres de l'arrivée. Le lendemain, la formation Rabo Liv Women se classe troisième du contre-la-montre par équipes. Sur la troisième étape, Katarzyna Niewiadoma est la plus rapide dans la dernière montée. Lors de la difficile dernière étape autour de Fauquemont, la victoire se joue dans la dernière ascension du Cauberg. Katarzyna Niewiadoma y devance Ellen van Dijk et Alena Amialiusik. Elle est cinquième du classement général.
Mi-septembre, elle participe à la course en ligne des championnats d'Europe sur route. Dans la dernière ascension de la côte de Cadoudal, elle attaque et n'est suivie que par Elisa Longo Borghini, Anna van der Breggen, Alena Amialiusik et Rasa Leleivytė. Anna van der Breggen lance le sprint. Katarzyna Niewiadoma la remonte mais ne parvient pas à la dépasser, elle est deuxième et meilleure espoir.

#### Saison 2017

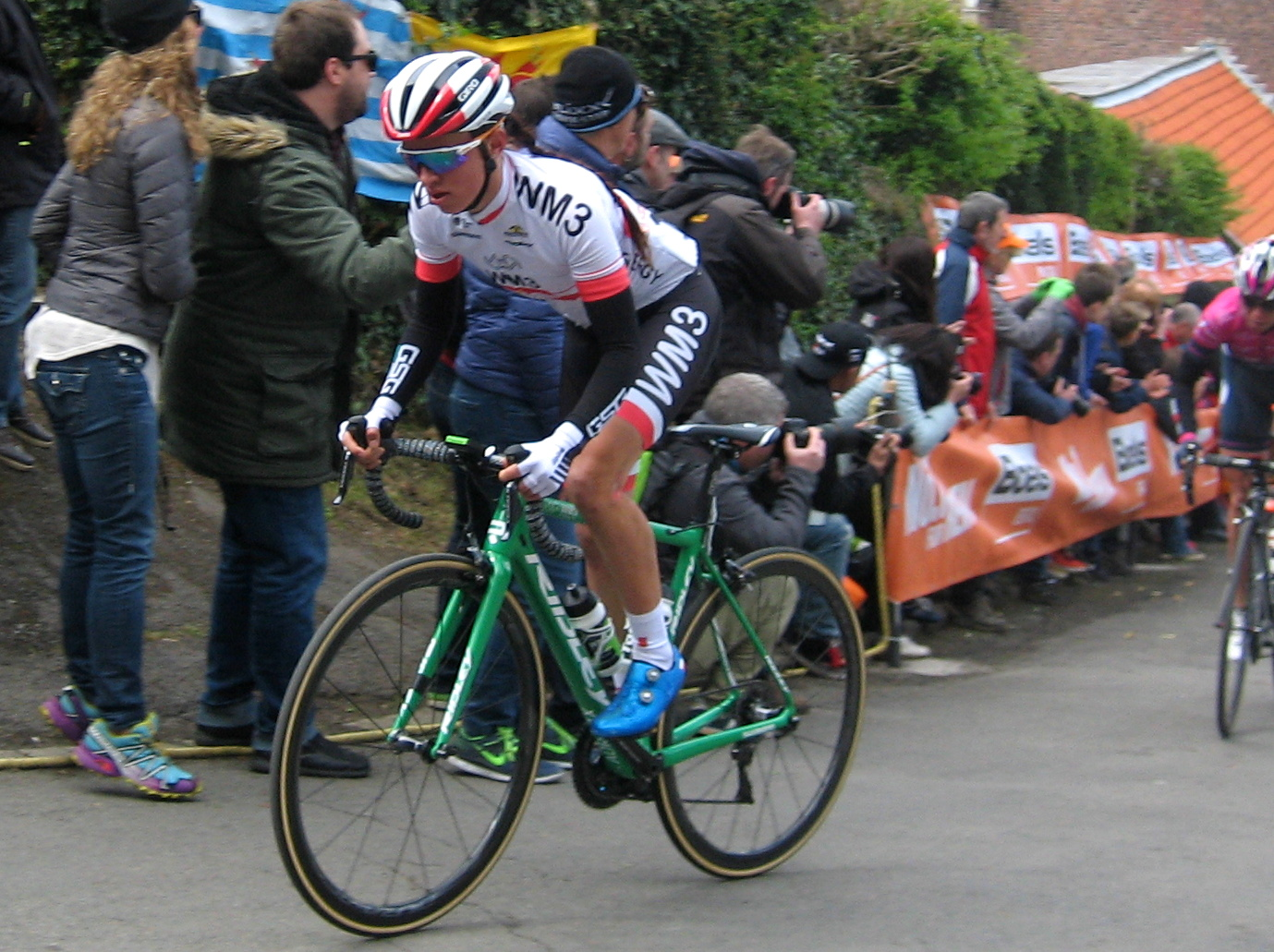
Sur le mur de Huy

Aux Strade Bianche, Katarzyna Niewiadoma est victime d'une chute dans le secteur gravier cinq, mais revient dans le peloton. Elle fait partie du groupe de tête à la sortie de l'avant dernier secteur. Dans la montée finale, Elisa Longo Borghini accélère dans la partie la plus difficile et n'est suivie que par Katarzyna Niewiadoma qui prend la deuxième place.
Au Tour des Flandres, Katarzyna Niewiadoma accélère sur les pentes du Kanarieberg et provoque une sélection importante. Au sommet, elles sont cinq en tête. Le peloton les reprend rapidement. Dans le Kruisberg, Anna van der Breggen place ensuite une attaque suivie par Katarzyna Niewiadoma, Elisa Longo Borghini et Annemiek van Vleuten. Elles sont finalement reprises sous la flamme rouge à cause principalement des consignes de la formation Boels Dolmans. Katarzyna Niewiadoma se classe huitième,.

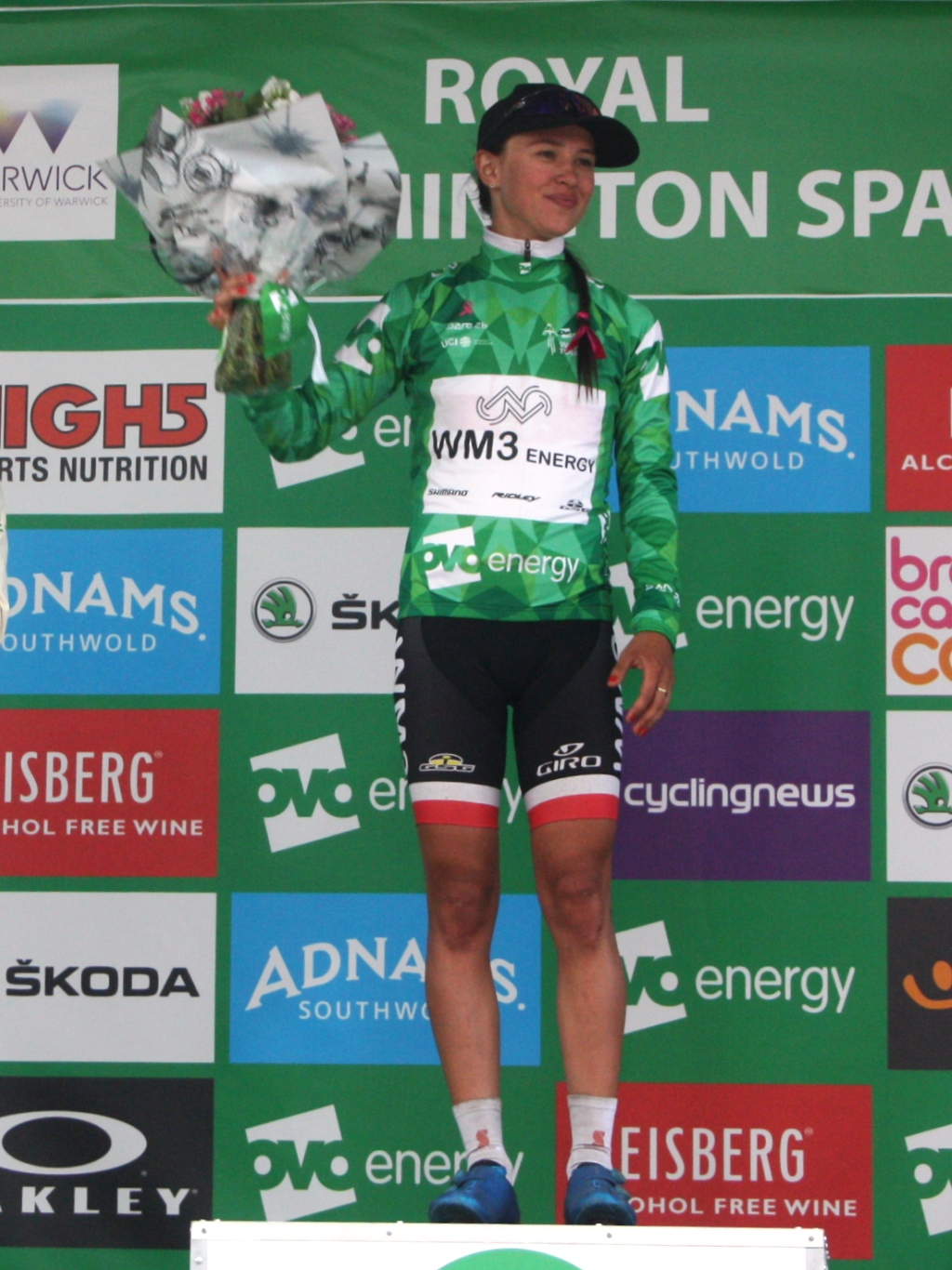
Sur le podium de la troisième étape du Women's Tour avec le maillot de leader

À l'Amstel Gold Race, dans la deuxième ascension du Cauberg, un groupe de huit leaders s'échappe dont Katarzyna Niewiadoma. Il est rapidement repris. Dans la troisième montée du Cauberg, Elizabeth Deignan accélère de nouveau, cette fois accompagnée d'Elisa Longo Borghini et Katarzyna Niewiadoma. Dans la dernière ascension du Bemelerberg, Annemiek van Vleuten attaque suivie par Anna van der Breggen et Coryn Rivera. Elles reviennent immédiatement sur la tête de course. Quelques centaines de mètres plus loin, Anna van der Breggen part seule et n'est plus rejointe. Au sprint, Annemiek van Vleuten et Katarzyna Niewiadoma se classent troisième ex-aequo, la photo finish ne parvenant pas à les départager,,. À la Flèche wallonne, Katarzyna Niewiadoma attaque dans la côte de Cherave et est suivie par Anna van der Breggen et Elizabeth Deignan. À trois kilomètres de l'arrivée, la Néerlandaise accélère et finit seule. Katarzyna Niewiadoma est troisième,. Sur Liège-Bastogne-Liège, Katarzyna Niewiadoma attaque dans la Roche aux faucons. Elle est suivie par Elizabeth Deignan, Anna van der Breggen, Ashleigh Moolman et Elisa Longo Borghini. L'écart atteint quarante secondes au bout de trois kilomètres. Dans la côte de Saint-Nicolas, Katarzyna Niewiadoma accélère mais c'est Anna van der Breggen qui part seule au sommet. Derrière Elizabeth Deignan se trouve avec Katarzyna Niewiadoma. La Polonaise est une nouvelle fois troisième,.
Au Women's Tour, immédiatement après le deuxième sprint intermédiaire de la première étape, à cinquante kilomètres de l'arrivée, Katarzyna Niewiadoma attaque seule. Elle dira après l'étape avoir espéré du soutien de l'arrière. Son avance culmine à trois minutes trente. Le peloton mené par la formation Boels Dolmans, lance la poursuite trop tard et la Polonaise s'impose avec une minute quarante-deux d'avance,. La formation WM3 gère ensuite l'avance de Katarzyna Niewiadoma qui n'est pas inquiétée et s'impose au terme de la course par étapes au classement général,. Elle est sixième du Tour d'Italie.
Aux championnats du monde sur route, Katarzyna Niewiadoma fait partie des meilleures dans l'ascension de Salmon Hill. Dans l'avant dernier tour, l'accélération des favorites dans la côte permet de revenir sur la tête de la course. Néanmoins, le groupe ne coopère pas et il y a regroupement général. Dans la dernière montée de Salmon Hill, Katarzyna Niewiadoma place une attaque, seule Annemiek van Vleuten, Katrin Garfoot et Anna van der Breggen parviennent à la suivre. Elles reprennent les trois échappées. On a donc de nouveau trois Néerlandaises en tête. À huit kilomètres de l'arrivée, Chantal Blaak saisit sa chance et attaque. Katarzyna Niewiadoma démontre encore sa bonne forme en attaquant violemment mais les Néerlandaises sont attentives et la marquent. Le manque de rythme du groupe permet à un peloton de les reprendre dans les derniers mètres. La Polonaise est finalement cinquième,,.

#### Saison 2018

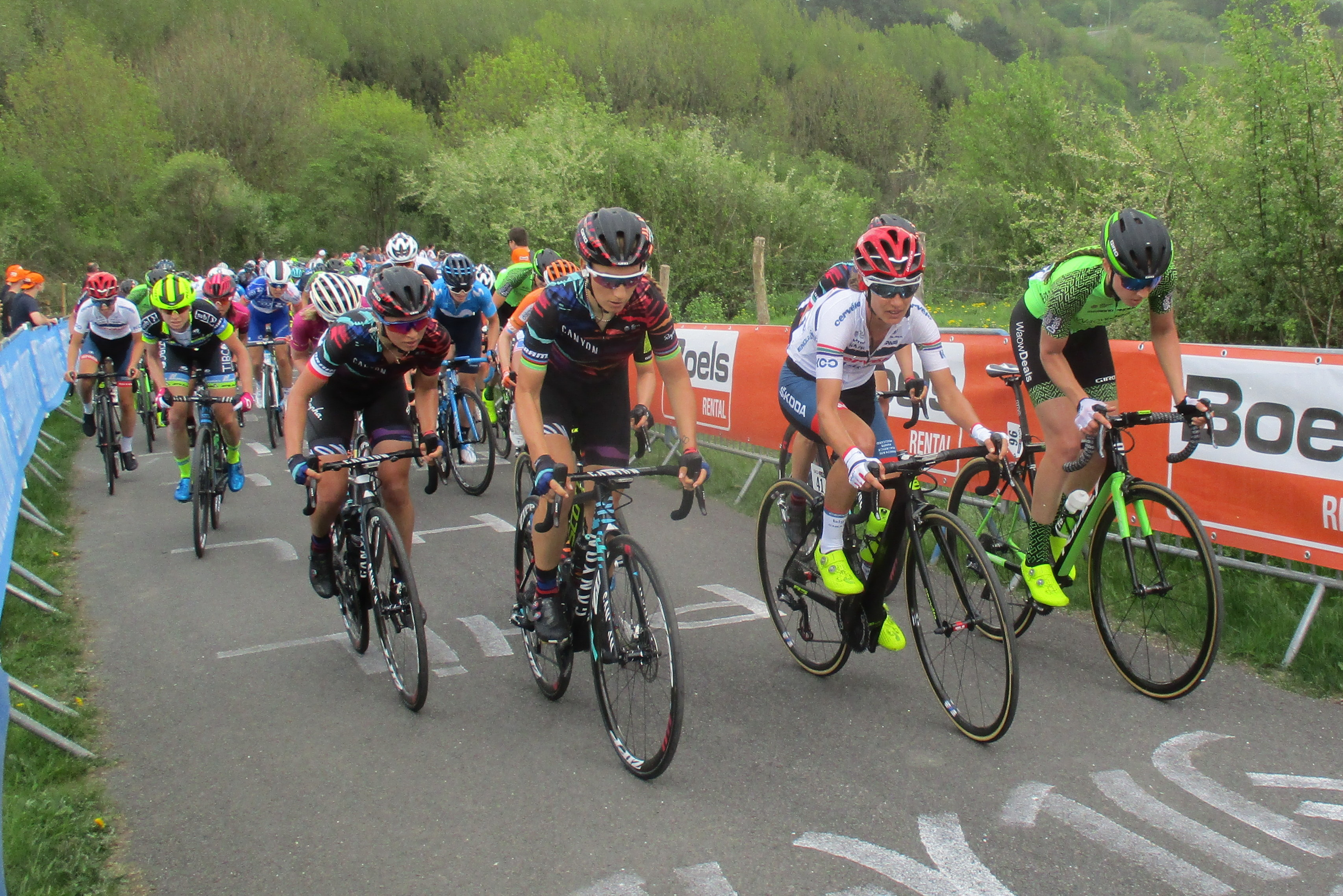
Pauline Ferrand-Prévot et Katarzyna Niewiadoma dans la côte de la Redoute lors de Liège-Bastogne-Liège

Aux Strade Bianche, dans le septième secteur, dit colle Pinzuto, Elena Cecchini attaque la première mais ne creuse pas l'écart. Ensuite, Katarzyna Niewiadoma et Elisa Longo Borghini passent à l'offensive. Anna van der Breggen réagit immédiatement. Sur la fin de ce secteur, les deux dernières comptent environ vingt secondes d'avance sur le peloton. Derrière, dans le dernier secteur, Katarzyna Niewiadoma sort seule du groupe de huit poursuivantes. Elle revient sur Elisa Longo Borghini et la distance dans l'ascension finale. Elle est donc pour la troisième année consécutive deuxième,. Lors du Trofeo Alfredo Binda, au pied de la dernière ascension de Casale, l'avance de l'échappée est de trente secondes. Dans celle-ci, les favorites Katarzyna Niewiadoma, Elisa Longo Borghini et Chantal Blaak accélèrent et reviennent immédiatement sur la tête de course. Le groupe de tête se reforme néanmoins avec douze unités. Tout doit se décider dans la dernière ascension d'Orino. Dans celle-ci, Pauline Ferrand-Prévot et Alena Amialiusik attaquent. Finalement, Katarzyna Niewiadoma réussit à distancer ses adversaires. La Polonaise remporte donc la course,. Au Tour des Flandres, dans le mur, Katarzyna Niewiadoma est bien placée. Au sommet du Kruisberg, elles sont onze favorites à l'avant dont Pauline Ferrand-Prévot et Katarzyna Niewiadoma. Juste après, à vingt-cinq kilomètres de l'arrivée, Katarzyna Niewiadoma lance une escarmouche, mais c'est Anna van der Breggen qui part. La Polonaise regrettera par la suite de ne pas avoir poursuivi son effort. Elle attaque dans le Paterberg avec Annemiek van Vleuten et Ashleigh Moolman, mais la Boels Dolmans ne laisse pas partir. Elle est finalement neuvième,. Les Ardennaises ne sont pas couronnées de succès cette année.
Sur le Tour de Californie, sur l'étape reine, dans l'ascension du Daggett Pass à dix kilomètres de l'arrivée, Katarzyna Niewiadoma fait partie du groupe de tête. Elle ne suit pas Katie Hall et Tayler Wiles. Elle est finalement troisième à une minute des deux Américaines. Au classement général final, Katarzyna Niewiadoma est troisième,. Au Tour d'Italie, lors de la première arrivée au sommet, Katarzyna Niewiadoma fait partie du groupe des favorites arrivant une trentaine de secondes derrière Amanda Spratt,. Elle est septième du contre-la-montre en côte,. Sur l'étape du Zoncolan, elle est onzième,. Le lendemain, elle passe la dernière côte avec les favorites et prend la deuxième place du sprint du groupe derrière Annemiek van Vleuten. Elle est septième du classement général final,. À La course by Le Tour de France, elle prend la sixième place.
Elle est cinquième du Tour de Norvège. Au Tour de l'Ardèche, sur la troisième étape, la sélection des États-Unis est à la manœuvre. Katarzyna Niewiadoma reste attentive et se classe deuxième de l'étape derrière Ruth Winder. Elle occupe alors la même place au classement général,,. Lors de l'arrivée au sommet du mont Serein, elle se classe quatrième quarante secondes derrière Eider Merino. La Polonaise reste deuxième du classement général, huit secondes derrière Mavi Garcia. Sur la cinquième étape, les favorites se détachent en fin d'étape. Tout se joue dans le dernier kilomètre, Katarzyna Niewiadoma s'impose devant Mavi Garcia,. Le lendemain, dans une descente proche de l'arrivée, Katarzyna Niewiadoma accélère avec Katie Hall alors que Mavi Garcia chute. Ruth Winder part ensuite, suivie de Katarzyna Niewiadoma. L'Américaine passe la ligne en première, mais la Polonaise endosse le maillot rose,. La dernière étape est gérée par l'équipe et Katarzyna Niewiadoma remporte le classement final. Elle est également meilleure grimpeuse. À la fin du mois, elle se classe douzième du championnat du monde sur route,,.

#### Saison 2019: Amstel Gold Race

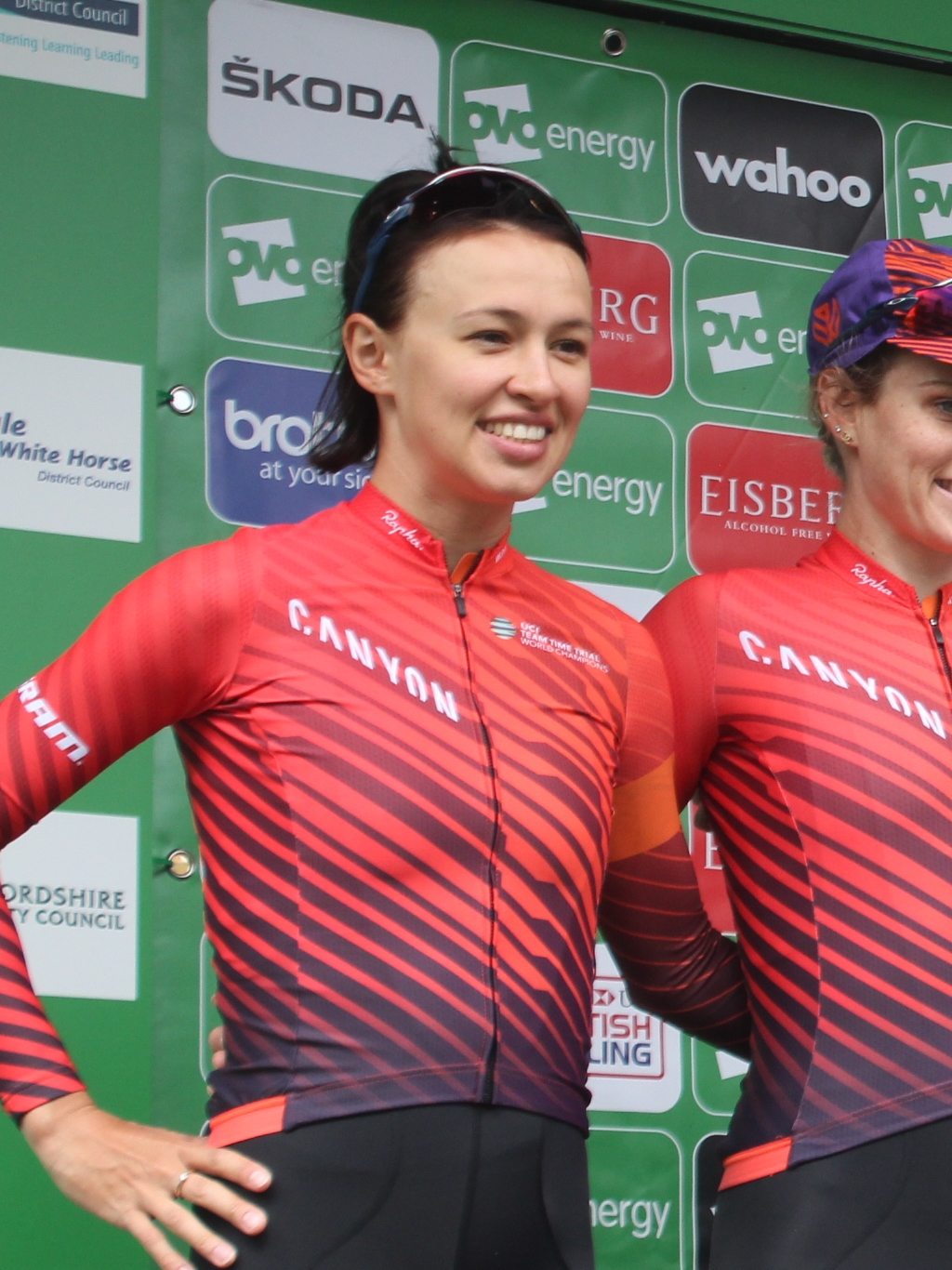
Katarzyna Niewiadoma au Women's Tour 2018

Aux Strade Bianche, elle tente de suivre l'attaque d'Annemiek van Vleuten sans succès. Elle est finalement troisième, une nouvelle fois sur le podium,. Au Tour des Flandres, elle est une des seules à pouvoir suivre l'accélération de Marta Bastianelli dans le vieux Quaremont. Dans le Paterberg, Niewiadoma doit lâcher prise. Elle est sixième. À l'Amstel Gold Race, elle est très active. Dans la dernière ascension du Cauberg, elle place une attaque violente, qui décroche Marianne Vos. Elle monte en tête. Derrière, Annemiek van Vleuten tente de réagir. Elle compte un désavantage de quelques secondes au sommet, mais compte sur ses qualités en contre-la-montre pour revenir sur la Polonaise. Cette dernière résiste néanmoins et s'impose devant la Néerlandaise,. À la Flèche wallonne, dans le mur de Huy, Katarzyna Niewiadoma accélère tôt mais ne tient pas jusqu'au bout. Elle est sixième, place qu'elle occupe également à Liège-Bastogne-Liège.
Au Women's Tour, sur la quatrième étape, Katarzyna Niewiadoma anime la course avant un regroupement général. Elle gagne néanmoins le sprint en côte. Le lendemain, dans le dernier kilomètre d'ascension, Katarzyna Niewiadoma, Elisa Longo Borghini et Lizzie Deignan attaquent. Elisa Longo Borghini lance le sprint pour Deignan qui devance Niewiadoma. Cette dernière est finalement deuxième du classement général. Au Tour d'Italie, Canyon-SRAM remporte le contre-la-montre par équipes inaugural. Katarzyna Niewiadoma prend le maillot rose,. Sur l'étape reine, elle tente de s'échapper dès le début d'étape mais est reprise. Dans l'ascension finale, elle ne peut suivre Annemiek van Vleuten. Elle se classe troisième à près de trois minutes de la Néerlandaise. Elle lui cède son maillot rose. Après quelques étapes passables, elle perd plus de quatre minutes dans l'ascension finale de la neuvième étape, pour conclure ce Giro à la cinquième place. Au Tour de Norvège, elle suit à distance le duel entre Marianne Vos et Coryn Rivera. Elle est quatrième du classement général.

#### Saison 2020
Sur la course en ligne des championnats d'Europe, à environ trente-cinq kilomètres de l'arrivée, Marianne Vos passe à l'offensive avec Annemiek van Vleuten dans la roue. Elle est immédiatement prise en chasse par Elisa Longo Borghini alors que Marianne Vos se relève. Katarzyna Niewiadoma opère rapidement la jonction. Chantal Blaak revient par la suite de l'arrière. Elisa Longo Borghini attaque dans la côte du Lézot. Annemiek van Vleuten et Katarzyna Niewiadoma reviennent sur l'Italienne mais Chantal Blaak est distancée. Annemiek van Vleuten place une accélération violente dans la montée Lann Payot alors que ses adversaires sont affaiblies. Elisa Longo Borghini revient après deux kilomètres de chasse. À quatre kilomètres de l'arrivée, Chantal Blaak et Katarzyna Niewiadoma reviennent ensemble sur le duo de tête. Dans la dernière difficulté de la journée, Elisa Longo Borghini attaque de nouveau. Seule Annemiek van Vleuten peut suivre. Katarzyna Niewiadoma est troisième de la course.
À la course by Le Tour de France, sur le deuxième tour, dès le début de l'ascension, Annemiek van Vleuten imprime un rythme très élevé qui élimine toutes les concurrentes à l'exception de : Elisa Longo Borghini, Elizabeth Deignan, Marianne Vos, Katarzyna Niewiadoma et Demi Vollering. Elles restent en tête jusqu'au bout. Katarzyna Niewiadoma finit quatrième.
Au Tour d'Italie, sur la deuxième étape qui comporte des secteurs graviers, Katarzyna Niewiadoma se classe troisième à une minute seize d'Annemiek van Vleuten qui est arrivée seule. Elle est présente parmi les favorites les jours suivant. Lors de la septième étape, dans le sprint, Annemiek van Vleuten chute et se brise le poignet. Katarzyna Niewiadoma est alors deuxième du classement général. Lors de la huitième étape, Elisa Longo Borghini attaque dans la dernière ascension du jour. Katarzyna Niewiadoma est une de ses poursuivantes, toutefois Anna van der Breggen et Longo Borghini accélèrent tour à tour ensuite et distancent la Polonaise. Elle se classe sixième à une minute dix-neuf des deux coureuses et prend la deuxième place du classement général, place qu'elle conserve jusqu'au bout.
Lors de la course en ligne des championnats du monde, à deux tours de l'arrivée, dans la Cima Gallisterna, Katarzyna Niewiadoma ne peut suivre l'attaque suivante de van der Breggen. Elle se classe néanmoins septième de la course. Elle est ensuite dixième de la Flèche wallonne.

#### Saison 2021

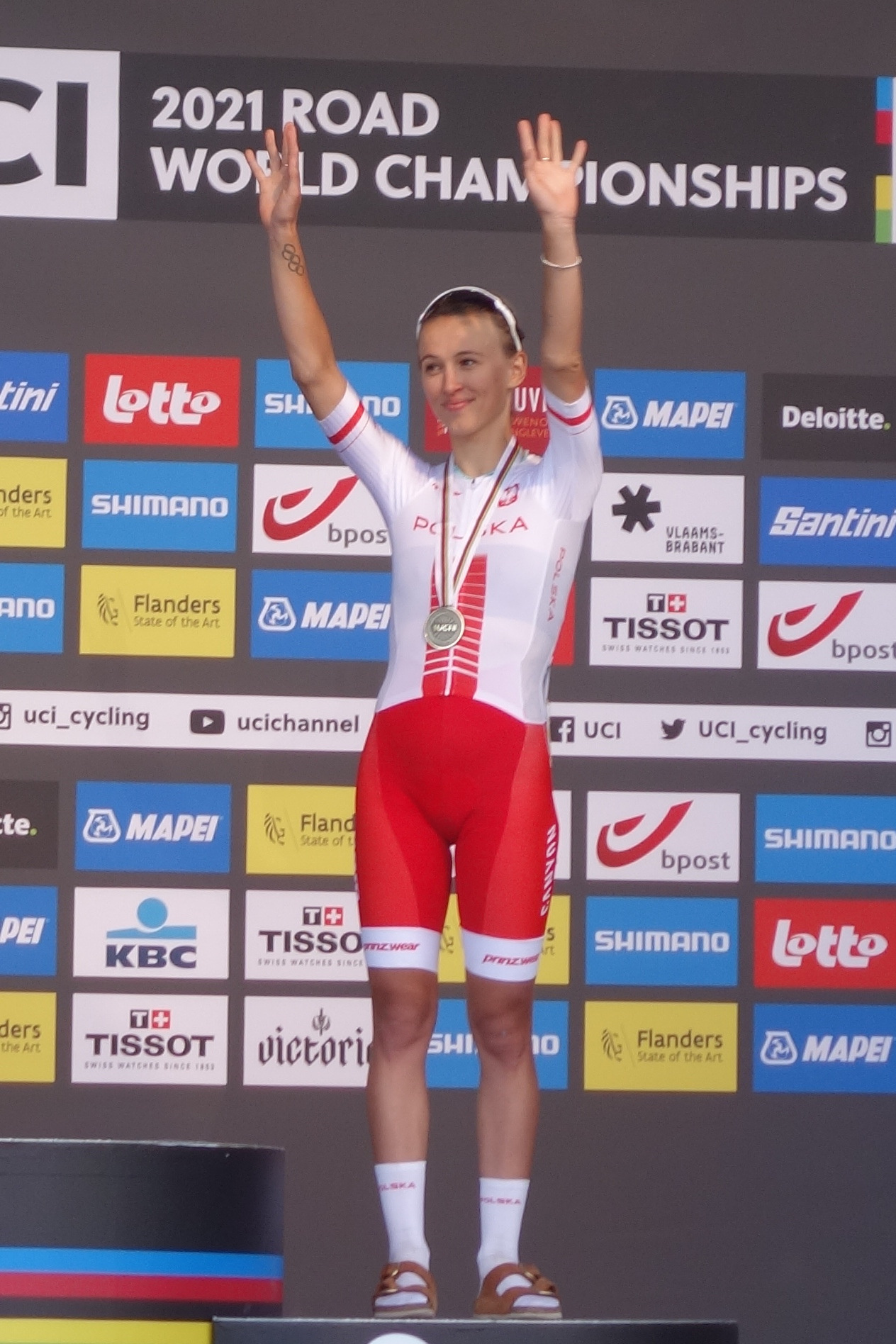
Katarzyna Niewiadoma troisième des championnats du monde

Au Trofeo Alfredo Binda-Comune di Cittiglio, Katarzyna Niewiadoma attaque dans Orino. Longo Borghini la suit puis part seule. Elle passe en tête au sommet. Katarzyna Niewiadoma prend la quatrième place de la course. Sur À travers les Flandres, dans la côte de Trieu, soit à trente-six kilomètres de l'arrivée, Annemiek van Vleuten et Katarzyna Niewiadoma sortent du peloton. Au sprint, Annemiek van Vleuten lance aux trois cent mètres et n'est pas reprise par Katarzyna Niewiadoma.
À l'Amstel Gold Race, Katarzyna Niewiadoma accélère dans la dernière ascension du Cauberg et seule Longo Borghini parvient à la suivre. Les deux coureuses se regardent, ce qui permet au groupe de poursuivantes de revenir. Katarzyna Niewiadoma est dixième. Elle est deuxième de la Flèche wallonne. À Liège-Bastogne-Liège, elle se maintient dans le groupe de tête. Elle se classe quatrième du sprint.
Elle se montre active sur La course by Le Tour de France et finit à la sixième place.
Aux championnats du monde sur route, elle multiplie les attaques, mais ne peut empêcher le sprint à la suite duquel elle prend la troisième place.

#### Saison 2022

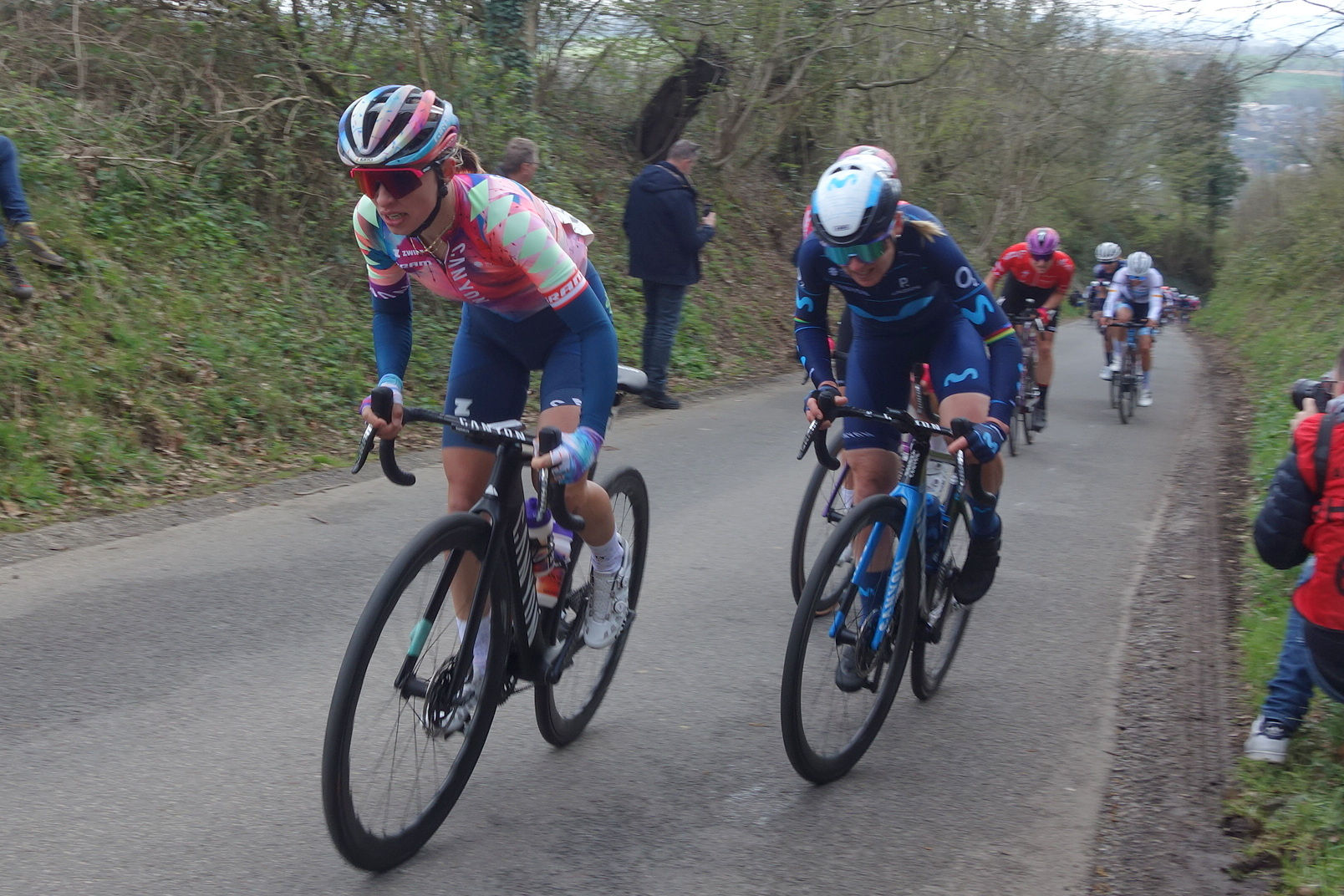
Katarzyna Niewiadoma à l'Amstel Gold Race

Elle est quatrième des Strade Bianche. Au Tour des Flandres, Niewiadoma revient sur la tête dans le Paterberg, mais par la suite un trio sort. Elle est huitième. À l'Amstel Gold Race, à soixante-huit kilomètres de la ligne, dans le Keutenberg, Van Vleuten, Niewiadoma et Vollering s'extraient du groupe de tête. Un regroupement a lieu ensuite. Elle est finalement cinquième. Elle se classe deuxième à la Flèche brabançonne.
Au Women's Tour, Katarzyna Niewiadoma attaque dans la montée de Cinderford sur la troisième étape et emmène avec elle d'autres favorites. Elles sont reprises dans les dix derniers kilomètres. Sur la quatrième étape, dans la côte d'Hirnant Bank, six favorites dont Niewiadoma se détachent. À cinq kilomètres de l'arrivée, Brown attaque. Niewiadoma et Longo Borghini partent en chasse. Elles reviennent à deux kilomètres et demi de la ligne. Katarzyna Niewiadoma est deuxième du sprint. Dans l'étape reine vers la Black Mountain, Niewiadoma finit deuxième. Elle est troisième de l'épreuve.
Lors du Tour de France Femmes, à l'issue de la dernière étape, elle prend la troisième place du classement général.

#### Saison 2023

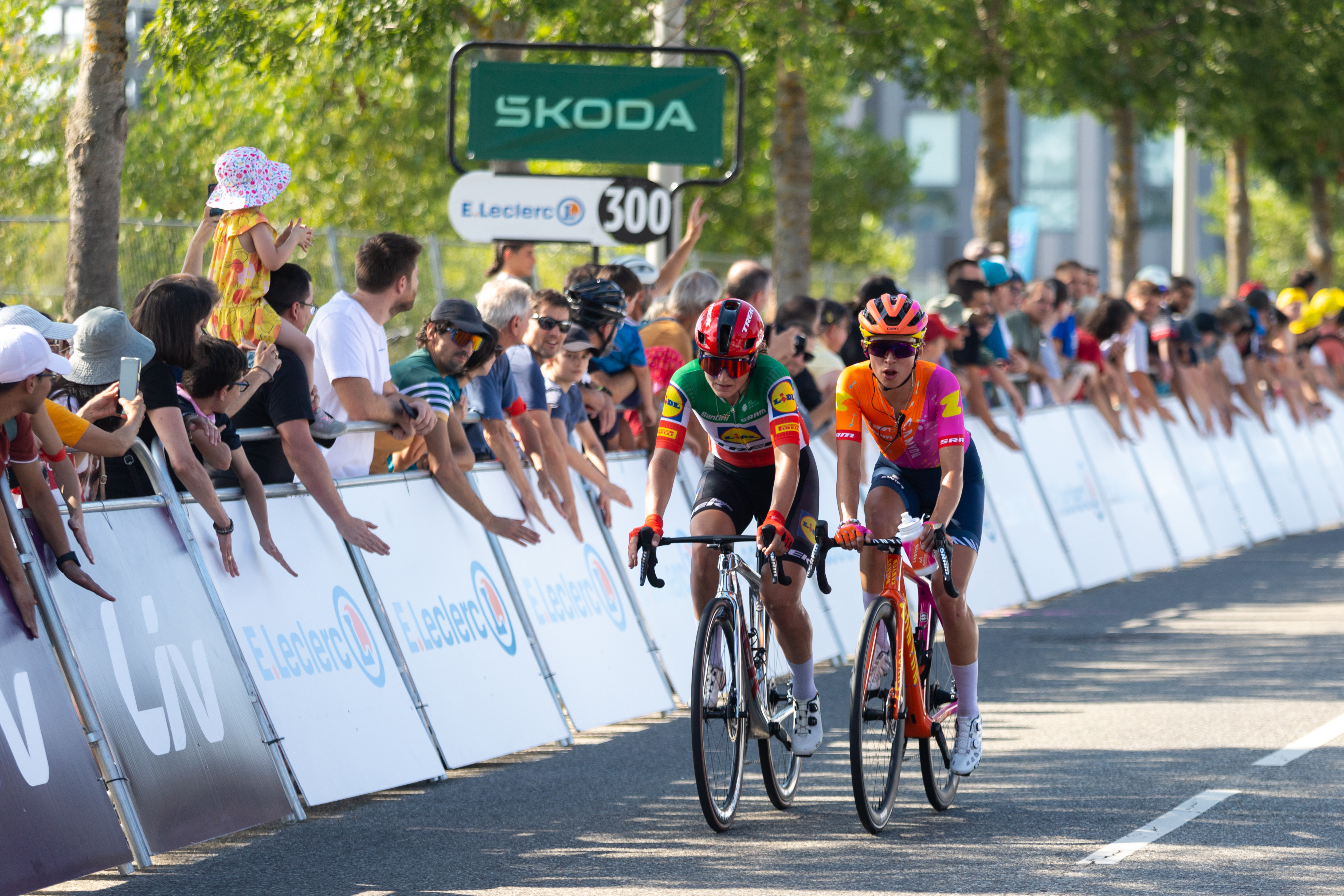
Elisa Longo Borghini et Katarzyna Niewiadoma à l'arrivée de la 6e étape du Tour 2023 à Blagnac

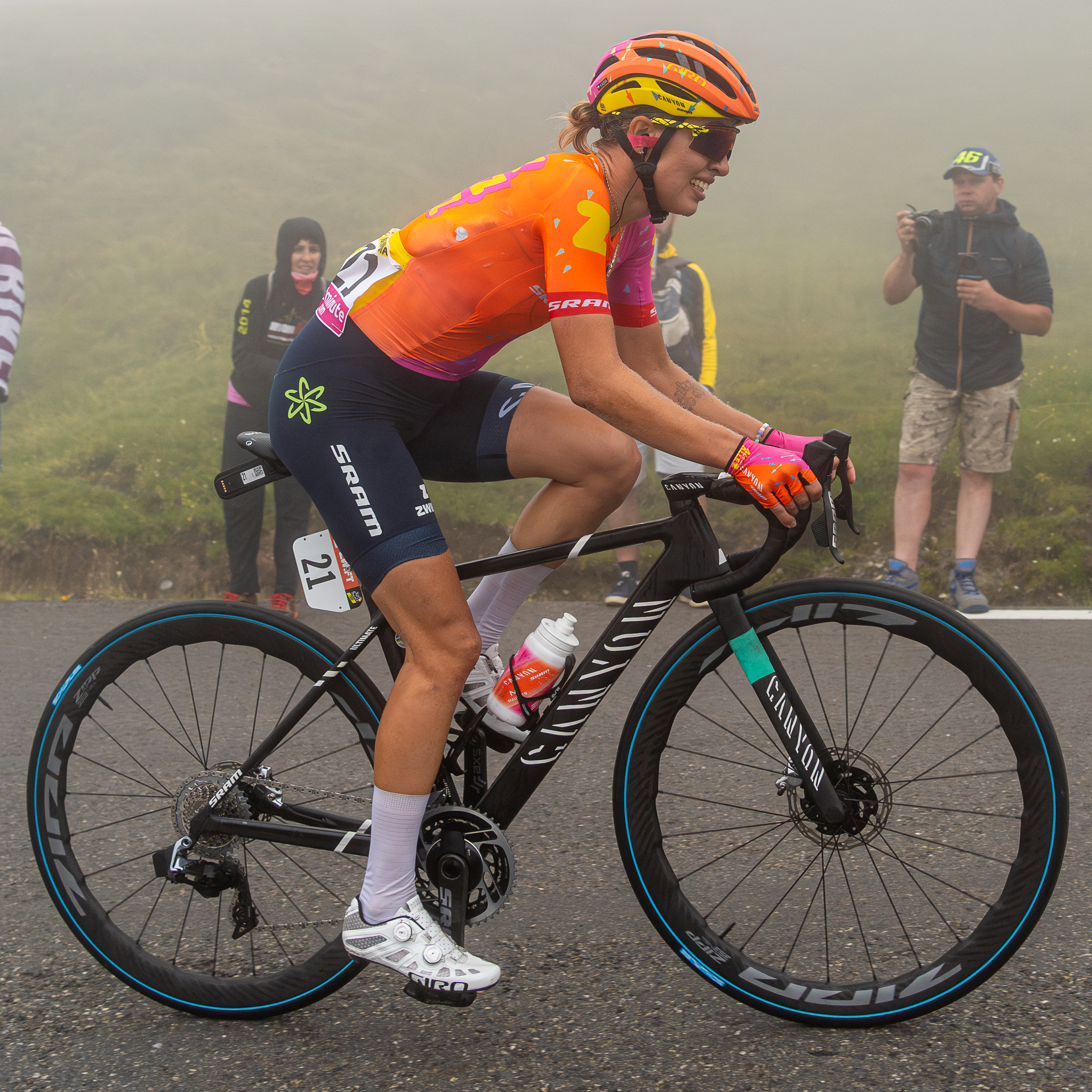
Katarzyna Niewiadoma dans le Tourmalet

Elle est cinquième du Tour des Flandres. Dans le final de l'Amstel Gold Race, elle ne peut suivre l'attaque de Vollering et se classe quatrième. Elle prend la dixième place du Tour d'Espagne.
Sur le Tour du Pays basque, dans la dernière difficulté de la première étape, située à douze kilomètres de la fin, Demi Vollering attaque. Katarzyna Niewiadoma la suit dans un premier temps mais doit lâcher et termine troisième. Elle est cinquième de la dernière étape et prend la troisième place du classement général. Au Tour de Suisse, elle attaque lors de la dernière étape et est virtuellement en tête du classement général. Elle finit deuxième de l'étape et quatrième du classement général final.
Lors du Tour de France 2023, dans l'étape du Tourmalet, elle profite du marquage entre Demi Vollering et Annemiek van Vleuten pour s'isoler seule en tête. Elle n'est dépassée par la première que dans les derniers kilomètres du Tourmalet. Niewiadoma est deuxième de l'étape, près de deux minutes derrière la Néerlandaise. Elle occupe également la même place au classement général. Ses chances de conserver cette place semble néanmoins faible avec Van Vleuten, spécialiste du contre-la-montre, troisième. Le chrono final, Lotte Kopecky prend la deuxième place et prend la deuxième place du classement général à Niewiadoma. Toutefois, cette dernière devance Van Vleuten, auteur d'une contre-performance, et conclut donc l'épreuve en troisième position. Elle gagne également le classement de la montagne.
Lors du Tour de Romandie, Vollering accélère dans la deuxième étape et seule la Polonaise peut la suivre. Cette dernière doit mener pour éviter un retour de Reusser. La Polonaise est deuxième de l'étape. Niewiadoma est deuxième du classement général final.

#### Saison 2024: Flèche wallonne et Tour de France

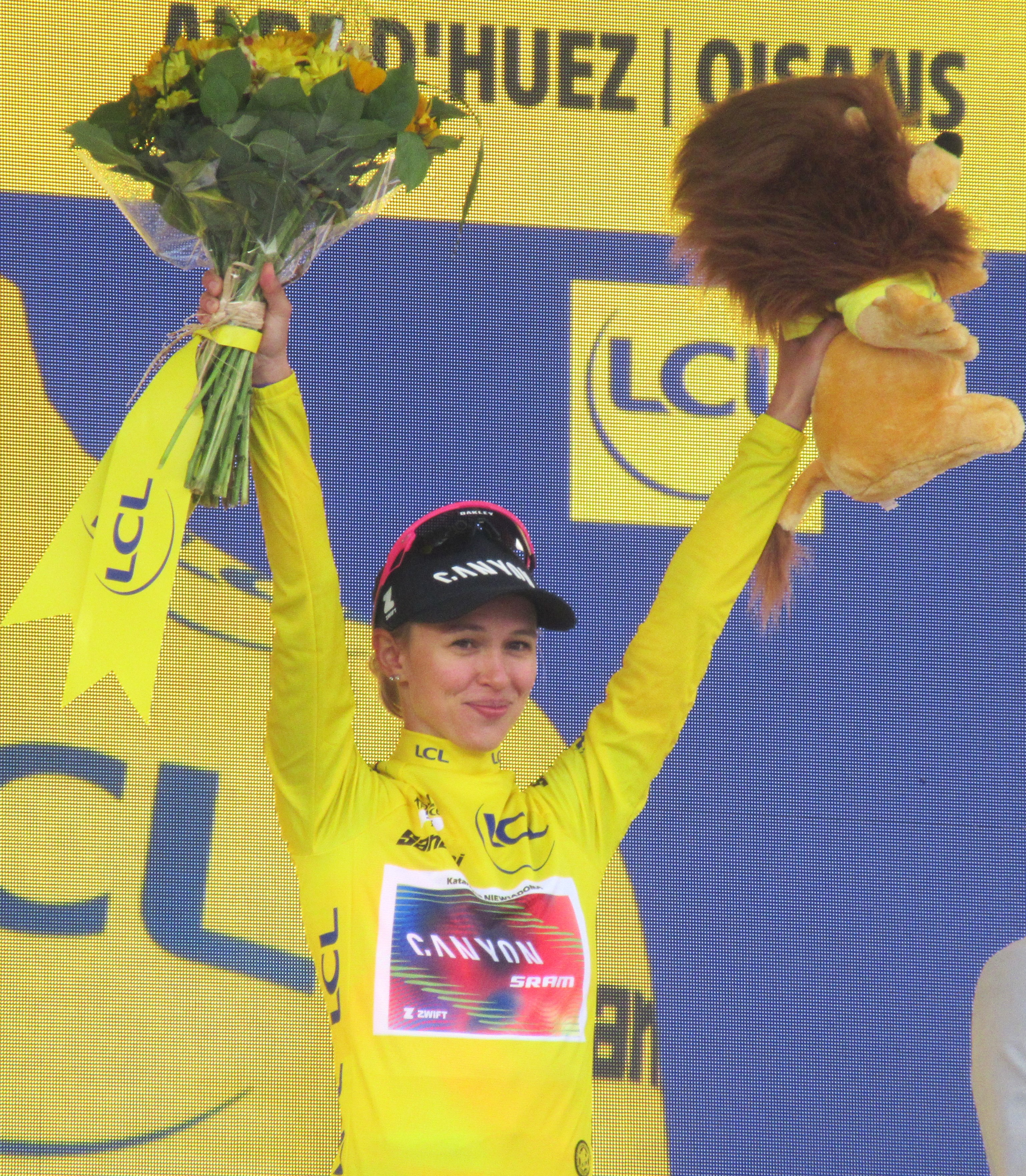
Katarzyna Niewiadoma remporte le Tour de France

Elle débute l'année 2024 avec trois belles places d'honneur : deuxième du classement général de la Setmana Ciclista Valenciana terminant à 8 secondes de Marlen Reusser, quatrième des Strade Bianche gagnées par Lotte Kopecky et deuxième du Tour des Flandres battue dans un sprint à trois par Elisa Longo Borghini. 
Le 17 avril, elle remporte sa première victoire sur route (hors gravel) depuis 2019 en gagnant la Flèche wallonne. Elle attaque à deux cent cinquante mètres de la ligne d'arrivée au sommet du Mur de Huy et y devance Demi Vollering. Quatre jours plus tard, elle fait partie du groupe de six coureuses se disputant la victoire à Liège-Bastogne-Liège mais doit se contenter de la cinquième place. Après un abandon à La Vuelta Femenina et une quatrième place au classement général du Tour de Suisse dont une deuxième place lors de la 3e étape, battue dans un sprint à deux par Neve Bradbury, elle se classe huitième de la course en ligne aux Jeux olympiques de Paris. 
En août, elle remporte le classement général du Tour de France Femmes, sa première victoire sur un grand tour, en endossant le maillot jaune lors de la 5e étape à Amnéville, où elle termine deuxième alors que Demi Vollering chute, et en réussissant à le conserver pour quatre secondes sur Vollering à l'issue d'une dernière étape à suspens jugée au sommet de l'Alpe d'Huez.

### Vie personnelle
Kasia est mariée avec l'ancien champion cycliste Taylor Phinney depuis mai 2024.

## Palmarès sur route

### Par années
| - 2011 - 8e du championnat d'Europe sur route juniors - 10e du championnat d'Europe du contre-la-montre juniors - 2012 - 2e du championnat de Pologne du contre-la-montre juniors - 2013 - Championne de Pologne sur route espoirs - Championne de Pologne du contre-la-montre espoirs - 5e du championnat d'Europe sur route espoirs - 2014 - Grand Prix de Gippingen - 3e du championnat de Pologne du contre-la-montre - 3e du Tour de Norvège - 2015 - Championne d'Europe sur route espoirs - Emakumeen Euskal Bira - Contre-la-montre par équipes de l'Open de Suède Vårgårda - Classement de la meilleure jeune du Tour d'Italie - Médaillée d'argent de la course en ligne aux Jeux européens - 2e du championnat de Pologne sur route - 2e du championnat de Pologne du contre-la-montre - 2e de la Durango-Durango Emakumeen Saria - Médaillée de bronze du championnat du monde du contre-la-montre par équipes - 3e de la Boels Rental Hills Classic - 5e du championnats d'Europe du contre-la-montre espoirs - 5e du Tour d'Italie - 5e de la Flèche wallonne - 7e du championnat du monde sur route - 2016 - Championne d'Europe sur route espoirs - Championne de Pologne sur route - Championne de Pologne du contre-la-montre - Meilleure jeune de l'UCI World Tour - Classement de la meilleure jeune du Tour d'Italie - Ronde van Gelderland - Festival luxembourgeois du cyclisme féminin Elsy Jacobs : - Classement général - 2e étape - Tour du Trentin international féminin : - Classement général - 1re et 2ea étapes (contre-la-montre par équipes) - 3e et 6e étapes du Boels Ladies Tour - Médaillée d'argent du championnat d'Europe sur route - 2e des Strade Bianche - 4e de la Flèche wallonne - 4e du Grand Prix de Plouay - 6e de la course en ligne aux Jeux olympiques de Rio de Janeiro - 7e du Tour d'Italie - 7e du Trofeo Alfredo Binda-Comune di Cittiglio - 10e du Tour des Flandres - 2017 - The Women's Tour : - Classement général - 1re étape - 2e des Strade Bianche - 3e de l'Amstel Gold Race - 3e de la Flèche wallonne - 3e de Liège-Bastogne-Liège - 5e du championnat du monde sur route - 6e du Tour d'Italie - 7e du contre-la-montre par équipes de l'Open de Suède Vårgårda - 7e du Boels Ladies Tour - 8e du Trofeo Alfredo Binda-Comune di Cittiglio - 8e du Tour des Flandres - 9e de La course by Le Tour de France - 2018 - Trofeo Alfredo Binda-Comune di Cittiglio - Tour cycliste féminin international de l'Ardèche : - Classement général - 5e étape - 2e des Strade Bianche - 3e du Tour de Californie - 4e du contre-la-montre par équipes du Tour de Norvège - 5e du Tour de Norvège - 6e de La course by Le Tour de France - 7e du Tour d'Italie - 9e du Tour des Flandres - 10e du Grand Prix de Plouay | - 2019 - Amstel Gold Race - 4e étape du Women's Tour - 1re étape du Tour d'Italie (contre-la-montre par équipes) - 2e du Women's Tour - 3e des Strade Bianche - 4e du Tour de Norvège - 5e du Tour de Californie - 5e du Tour d'Italie - 6e du Trofeo Alfredo Binda-Comune di Cittiglio - 6e de la Flèche wallonne - 6e de Liège-Bastogne-Liège - 6e du Tour des Flandres - 2020 - 2e du Tour d'Italie - Médaillée de bronze du championnat d'Europe sur route - 4e de La course by Le Tour de France - 7e du championnat du monde sur route - 10e de la Flèche wallonne - 2021 - 2e d'À travers les Flandres - 2e de la Flèche wallonne - Médaillée de bronze de la course en ligne aux championnats du monde - 4e du Trofeo Alfredo Binda-Comune di Cittiglio - 4e de Liège-Bastogne-Liège - 4e du championnat d'Europe sur route - 6e de La course by Le Tour de France - 6e du Ceratizit Challenge by La Vuelta - 9e des Strade Bianche - 10e de l'Amstel Gold Race - 10e du Tour de Burgos - 2022 - 2e de la Flèche brabançonne - 3e du Women's Tour - 3e du Tour de France - 4e des Strade Bianche - 5e de l'Amstel Gold Race - 8e du championnat du monde sur route - 8e du Tour des Flandres - 9e de Liège-Bastogne-Liège - 10e du Ceratizit Challenge by La Vuelta - 2023 - Championne du monde de course gravel - 2e du Tour de Romandie - 3e du Tour du Pays basque - 3e du Tour de France - 4e de l'Amstel Gold Race - 4e du Tour de Suisse - 5e du Tour des Flandres - 6e des Strade Bianche - 6e du Simac Ladies Tour - 10e de La Vuelta Femenina - 2024 - Flèche wallonne - Classement général du Tour de France - 2e de la Setmana Ciclista Valenciana - 2e du Tour des Flandres - 4e des Strade Bianche - 4e du Tour de Suisse - 5e de Liège-Bastogne-Liège - 7e du Circuit Het Nieuwsblad - 8e de la course en ligne des Jeux olympiques - 2025 - Championne de Pologne sur route - 2e du championnat de Pologne du contre-la-montre - 3e du Tour de Suisse - 3e du Tour de France - 4e du Tour des Flandres - 4e de la Flèche wallonne - 9e de Liège-Bastogne-Liège |

### Classements mondiaux
| Année                                 | 2013 | 2014 | 2015 | 2016 | 2017 | 2018 | 2019 | 2020 | 2021 | 2022 | 2023 | 2024 |
| ------------------------------------- | ---- | ---- | ---- | ---- | ---- | ---- | ---- | ---- | ---- | ---- | ---- | ---- |
| Classement UCI                        | 106e | 35e  | 12e  | 7e   | 5e   | 9e   | 7e   | 11e  | 7e   | 13e  | 6e   | 7e   |
| UCI World Tour                        |      |      |      | 11e  | 3e   | 8e   | 4e   | 13e  | 7e   | 11e  | 5e   | 6e   |
|                                       |      |      |      |      |      |      |      |      |      |      |      |      |
| Légende : nc = non classéSource : UCI |      |      |      |      |      |      |      |      |      |      |      |      |

### Classiques et grands championnats
| Légende | Légende | Légende | Légende     | Légende | Légende              | Légende | Légende       |
| ------- | ------- | ------- | ----------- | ------- | -------------------- | ------- | ------------- |
| AB      | Abandon | HD      | Hors-délais | —       | Pas de participation | x       | Pas d'épreuve |

| Année | Circuit Het Nieuwsblad | Strade Bianche | Trofeo Alfredo Binda | Gand-Wevelgem | Tour des Flandres | Paris-Roubaix | Amstel Gold Race | Flèche Wallonne | Liège-Bastogne-Liège | La Course by le TDF | Tour de Bochum | Open de Suède Vårgårda | GP de Plouay | Europe - Course en ligne | JO - CLM | JO - course en ligne | Mondial - course en ligne |
| ----- | ---------------------- | -------------- | -------------------- | ------------- | ----------------- | ------------- | ---------------- | --------------- | -------------------- | ------------------- | -------------- | ---------------------- | ------------ | ------------------------ | -------- | -------------------- | ------------------------- |
| 2014  | —                      | —              | AB                   | —             | —                 | x             | x                | 15e             | x                    | x                   | 34e            | —                      | —            | x                        | x        | x                    | 11e                       |
| 2015  | 16e                    | 6e             | —                    | —             | —                 | x             | x                | 5e              | x                    | x                   | 51e            | 21e                    | —            | x                        | x        | x                    | 7e                        |
| 2016  | —                      | 2e             | —                    | 10e           | —                 | x             | x                | 4e              | x                    | 76e                 | —              | —                      | 4e           | 2e                       | 18e      | 6e                   | 35e                       |
| 2017  | 12e                    | 2e             | 8e                   | 19e           | 8e                | x             | 3e               | 3e              | 3e                   | 9e                  | —              | 13e                    | —            | —                        | x        | x                    | 5e                        |
| 2018  | —                      | 2e             | Vainqueure           | —             | 9e                | x             | 29e              | 21e             | 14e                  | 6e                  | —              | —                      | 10e          | —                        | x        | x                    | 12e                       |
| 2019  | 17e                    | 3e             | 6e                   | 84e           | 6e                | x             | Vainqueure       | 6e              | 6e                   | 13e                 | —              | —                      | —            | —                        | x        | x                    | 23e                       |
| 2020  | —                      | —              | x                    | —             | —                 | x             | x                | 10e             | 19e                  | 4e                  | x              | x                      | AB           | 3e                       | x        | x                    | 7e                        |
| 2021  | 18e                    | 9e             | 4e                   | 37e           | 20e               | AB            | 10e              | 2e              | 4e                   | 6e                  | x              | x                      | —            | 4e                       | —        | 11e                  | 3e                        |
| 2022  | 41e                    | 4e             | —                    | 31e           | 8e                | —             | 5e               | 12e             | 9e                   | x                   | x              | —                      | 57e          | —                        | x        | x                    | 8e                        |
| 2023  | 24e                    | 6e             | 15e                  | 41e           | 5e                | —             | 4e               | 11e             | 11e                  | x                   | x              | —                      | —            | 11e                      | x        | x                    | —                         |
| 2024  | 7e                     | 4e             | —                    | —             | 2e                | —             | 20e              | Vainqueure      | 5e                   | x                   | x              | —                      | —            | —                        | —        | 8e                   | 17e                       |
| 2025  | 37e                    | AB             | —                    | —             | 4e                | —             | 33e              | 4e              | 9e                   | x                   | x              |                        |              |                          | X        | X                    |                           |

### Résultats sur les grands tours

#### Tour d'Italie
7 participations :
- 2014 : 11e[110].
- 2015 : 5e, vainqueur du  classement de la meilleure jeune
- 2016 : 7e, vainqueur du  classement de la meilleure jeune
- 2017 : 6e
- 2018 : 7e
- 2019 : 5e, vainqueur de la 1re étape (contre-la-montre par équipes),  maillot rose pendant quatre jours
- 2020 : 2e

#### Tour de France
4 participations :
- 2022 : 3e
- 2023 : 3e,  vainqueure du classement de la meilleure grimpeuse
- 2024 :  Vainqueure du classement général et maillot jaune pendant quatre jours
- 2025 : 3e

#### Tour d'Espagne
3 participations :
- 2023 : 10e
- 2024 : non-partante (6e étape)
- 2025 : 11e

### Championnats
|  | Année                                    | 2013 | 2014 | 2015 | 2016 | 2017 | 2018 | 2019 | 2020 | 2021 | 2022 | 2023 |
|  | Championnats de Pologne sur route        | 4e   | 8e   | 2e   | 1re  | -    | -    | -    | -    | -    | -    | -    |
|  | Championnats de Pologne contre-la-montre | 4e   | 3e   | 2e   | 1re  | -    | -    | -    | -    | -    | -    | -    |

## Palmarès en gravel
- Vénétie 2023
  -  Championne du monde de gravel